# Whetstone (Arizona)
Pour les articles homonymes, voir Whetstone (homonymie).
Whetstone est une census-designated place du comté de Cochise, dans l'État de l'Arizona, aux États-Unis. En 2020, elle compte une population de 3 236 habitants.